# Abgar V Ukkama
Abgar V Ukkama bar Ma'nu (Czarny) – otoczony legendą władca królestwa Osroene ze stolicą w Edessie. Panował w latach 4 p.n.e.–7 n.e. i 13 n.e.–50 n.e. 
Istnieje legenda o korespondencji między Abgarem V a Jezusem Chrystusem, powstała prawdopodobnie za czasów Abgara IX (II/III w.), pierwszego chrześcijańskiego władcy Edessy. Wykazuje ona wyraźny wpływ Diatessaronu. W Historii Kościoła Euzebiusz z Cezarei pisze, że w nieznanych nam archiwach syryjskich w Edessie czytał przechowywany list Abgara V skierowany do Jezusa Chrystusa (Historia kościelna I 13). Według św. Euzebiusza apostoł Tomasz wysłał do Edessy jednego z 72 pierwszych po apostołach uczniów Chrystusa, Tadeusza – pierwszy z apostołów Syrii rzeczywiście nosił imię Taddajos lub Addajos. Tadeusz miał uzdrowić Abgara V i nawrócić Syryjczyków. 
Z historią korespondencji między Abgarem V a Chrystusem jest związany syryjski tekst z przełomu IV i V w.: Nauka Addaja. Wedle tego źródła Ananiasz, wysłannik Abgara V do Jezusa, wrócił do Osroene z wizerunkiem Chrystusa. Począwszy od VI w. w legendzie o korespondencji Abgara z Chrystusem powszechnie pojawia się wątek wizerunku Zbawiciela. Wedle późniejszych wersji legendy, wizerunek ten był płótnem (ręcznikiem), na którym oblicze Jezusa odbiło się w cudowny sposób. Podobiznę powstałą w ten sposób nazywano "ikoną ikon", wizerunkiem Zbawiciela nie ręką uczynionym – acheiropoietos, Mandylion. Od VI w. w Edessie poświadczona jest obecność owego świętego przedmiotu. 
W średniowieczu historia kontaktów Abgara z Chrystusem stała się słynna dzięki X-wiecznemu tekstowi cesarza Konstantyna Porfirogenety pt. Opowieść o wizerunku z Edessy. Tekst ten został spisany z okazji translacji (przeniesienia) mandylionu z Edessy do Konstantynopola w sierpniu 944 r. Dzięki umieszczeniu "Opowieści" w zbiorze tekstów czytanych podczas liturgii Kościoła wschodniego (tzw. synaksarion konstantynopolitański), tekst rozpropagowany został wszędzie, gdzie ową liturgię sprawowano, a więc głównie w Bizancjum oraz na obszarach Słowiańszczyzny wschodniej i południowej. Niezależnie od "Opowieści", historia Abgara była w rozmaitych wersjach powtarzana w licznych źródłach pisanych, m.in. w Złotej legendzie Jakuba de Voragine.
Autentyczność korespondencji między Abgarem V a Chrystusem podważyli św. Hieronim (Comm. in Ezech. ad 44, 29-30) i św. Augustyn (Contra Faustum manich. 28,4; De consensu Evang. 1, 7, 11). Pod ich wpływem Dekretem Gelazego z VI w. tekst został uznany za apokryficzny. 

## Treść listów według św. Euzebiusza
Abgar V napisał do Chrystusa:

... Słyszałem o Tobie, że uzdrawiasz ludzi bez lekarstw i ziół, że słowem swoim przywracasz wzrok ślepym, chromym każesz chodzić, trędowatych oczyszczasz i zmarłych wskrzeszasz. Usłyszawszy to wszystko o Tobie uznałem po rozwadze, że jedno z dwojga to być może: albo jesteś Bogiem, który zstąpił z nieba, aby czynić cuda, albo też jesteś Synem Bożym, który takie cuda może czynić. Dlatego też w tym liście pragnę Cię błagać, abyś raczył przybyć do mnie i uleczyć mnie z mej choroby, na którą cierpię już od dawna. Dowiedziałem się bowiem także, że Żydzi szemrzą przeciw Tobie i nastają na twe życie. Przybądź więc do mnie, bo moje miasto małe, lecz zacne, wystarczy dla nas obydwu.

Chrystus miał odpisać:

Błogosławiony jesteś, że uwierzyłeś we mnie, choć mnie sam nie widziałeś. Napisane jest bowiem o mnie, że ci, którzy mnie nie widzą, uwierzą we mnie, a którzy mnie widzą, nie uwierzą. Co do tego zaś, co mi napisałeś, abym do ciebie przybył, to trzeba, abym wypełnił to, po co jestem przysłany, a potem muszę wrócić do Tego, który mnie posłał. Gdy jednak wzięty będę do nieba, poślę do ciebie jednego z mych uczniów, aby cię uleczył i dał ci życie.